# Allantodia silvatica
Allantodia silvatica là một loài thực vật có mạch trong họ Woodsiaceae. Loài này được (Bory) Ching miêu tả khoa học đầu tiên năm 1964.